# Julian Maliszewski
Julian Maliszewski (ur. 1951, zm. 11 stycznia 2020) – polski specjalista z zakresu nauk filologicznych i językoznawstwa, prof. dr hab.

## Życiorys
W 1974 ukończył studia filologii rosyjskiej w Wyższej Szkole Pedagogicznej im. Powstańców Śląskich, 26 czerwca 1978 obronił pracę doktorską Twórczość Iwana Kozłowa na tle romantycznych prądów literackich lat 20. i 30. XIX wieku, 23 maja 1987 habilitował się na podstawie rozprawy zatytułowanej Vasily Shukoffsky und die deutsche Romantik. 19 marca 1993 uzyskał doktorat nauk humanistycznych za pracę pt. J. W. Goethe na Śląsku (O podróży poety w 1790 roku). 4 kwietnia 2005 nadano mu tytuł profesora w zakresie nauk humanistycznych.
Został zatrudniony na stanowisku profesora w Instytucie Neofilologii Państwowej Wyższej Szkole Zawodowej w Nysie i w Instytucie Logistyki i Zarządzania Międzynarodowego na Wydziale Zarządzania Politechniki Częstochowskiej.
Był profesorem zwyczajnym, a także kierownikiem w Katedrze Zastosowań Lingwistycznych w Zarządzaniu na Wydziale Zarządzania Politechniki Częstochowskiej.
Pochowany na cmentarzu w Opolu-Grudzicach.